# ألاغوبابوس
ألاغوبابوس(الاسم العلمي : Allagopappus)، هو جنس من النباتات المزهرة من فصيلة الأقحوان، تم وصفه جنس نباتي في عام 1828.

## الموطن

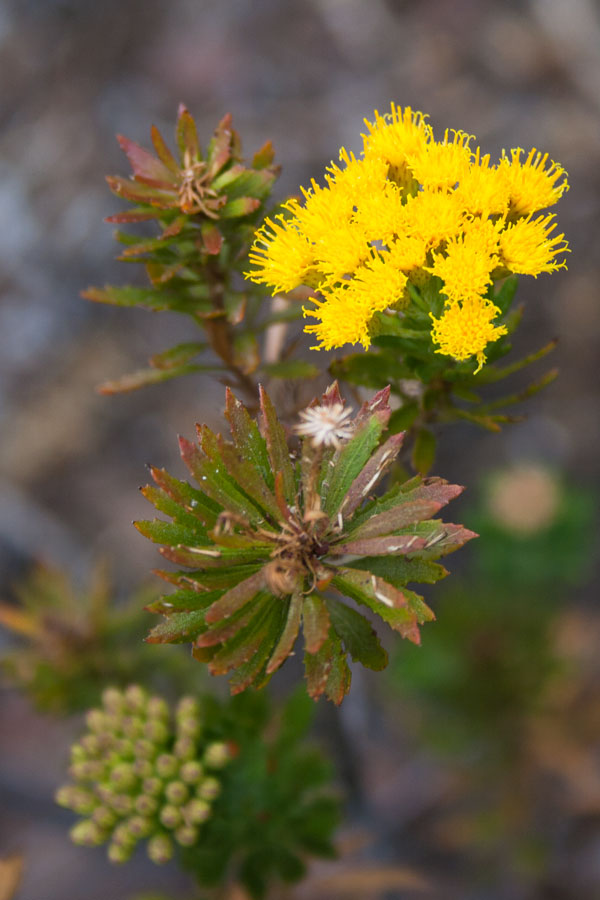
صورة لنبات الاغوبابوس

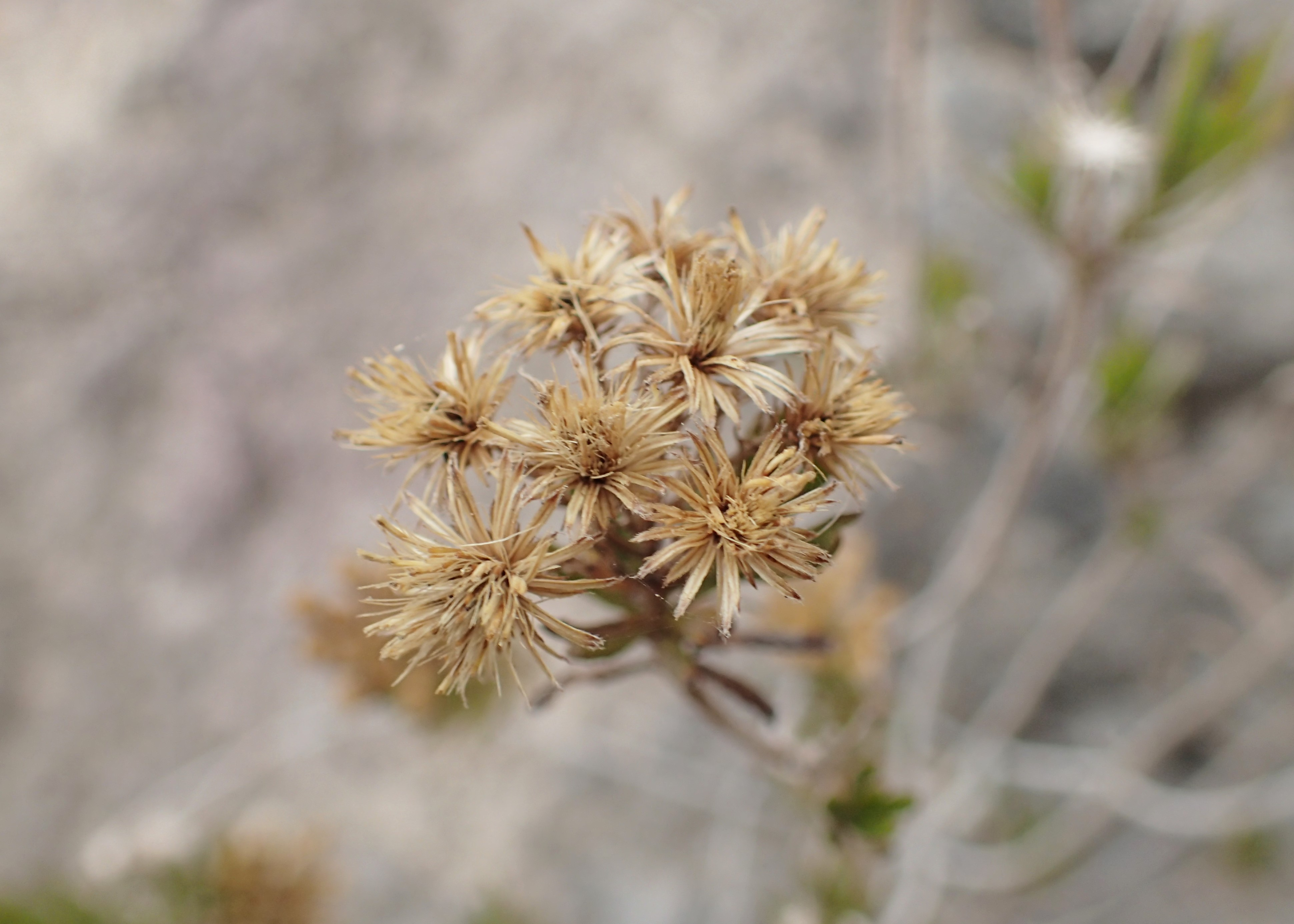
زهور نبتة الاغوبابوس

موطنه الأصلي هو جزر الكناري.